# Louis Chauvin
Louis Chauvin (San Luis (Misuri), 13 de marzo de 1881 – Chicago, 26 de marzo de 1908) fue un pianista y compositor estadounidense de ragtime.

## Historial
De padre mexicano y madre afroamericana, se le consideró el más brillante de los pianistas de San Luis en el cambio de siglo. Formó parte de los músicos que se congregaban en el local de Tom Turpin, el "Rosebud bar", junto con Joe Jordan y otros.
Solo llegó a publicar tres composiciones, y nunca llegó a grabar sus obras, por lo que es difícil calibrar su verdadera calidad. Sin embargo sus coetáneos lo consideraron durante mucho tiempo como un gran compositor e intérprete. Actualmente es conocido sobre todo por su tema Heliotrope Bouquet, en el que compartió autoría con Scott Joplin: la naturaleza de la música parece indicar que Chauvin aportó la base para las dos primeras partes del tema, mientras Joplin escribió las dos últimas, editando la pieza como un todo coherente.
Sus obras publicadas son las siguientes:
- The Moon is Shining in the Skies (con Sam Patterson, 1903)
- Babe, It's Too Long Off (con letra de Elmer Bowman, 1906)
- Heliotrope Bouquet (con Scott Joplin, 1907)

Chauvin murió con solo 27 años. El acta de defunción indica como causa de la muerte "esclerosis múltiple, probablemente sifilítica", con coma.